# Software livre e de código aberto
Os termos software de código livre e aberto, ou free and open source software (F/OSS, FOSS) em inglês, e software de código livre/libre/aberto, ou free/libre/open source software (FLOSS) em inglês, referem-se a um software que é duplamente livre e de código aberto. Ele é livremente licenciado para conceder a usuários o direito de uso, cópia, estudo, mudança e melhoria em seu design através da disponibilidade de seu código fonte. Esta abordagem tem ganhado momentum e aceitação uma vez que os benefícios potenciais têm sido crescentemente reconhecidos por indivíduos e corporações.
No contexto de livre e software de código aberto, livre se refere a liberdade para copiar e reusar o software, em vez de se tratar do preço do software. A Free Software Foundation, uma organização que defende o modelo de software livre, sugere que, para entender o conceito, é necessário "pensar em livre como em liberdade de expressão, não como cerveja grátis".
FOSS é um termo inclusivo que cobre tanto o software livre como o software de código aberto, o qual apesar de descrever modelos de desenvolvimento similares, possuem diferentes culturas e filosofias. O software livre foca na liberdade fundamental que ele dá a seus usuários, enquanto que o software de código aberto foca nos pontos fortes percebidos de seu modelo de desenvolvimento ponto-a-ponto. FOSS é um termo que pode ser usado sem viés particular para qualquer abordagem política.
Licenças de software livre e licenças de código aberto são usadas por muitos pacotes de software. Enquanto as licenças na maioria dos casos são as mesmas, os dois termos cresceram de duas filosofias diferentes e são frequentemente usados para indicar metodologias de distribuições diferentes.

## História
Nas décadas de 1950, 1960 e 1970, era bem mais comum para usuários de computador terem as liberdades que são fornecidas pelo software livre. O software, incluindo o código fonte, era comumente compartilhado entre indivíduos que usavam computadores. A maioria das empresas tinham um modelo de negócio baseado na venda de hardware e forneciam ou incluíam o software gratuitamente. Organizações de usuários e fornecedores foram formados para facilitar a troca de software; como por exemplo, SHARE e DECUS.
Já no final da década de 1960, o modelo de negócio predominante da época estava mudando. Uma indústria crescente de software estava competindo com os softwares que eram incluídos pelos fabricantes de hardware; em vez de financiar o desenvolvimento de software a partir da receita do hardware, estas novas empresas estavam vendendo o software diretamente. As máquinas alugadas necessitavam de suporte de software enquanto que não forneciam nenhuma receita para o software, e alguns clientes que conseguiam suprir suas necessidades não queriam o custo do software incluído com o custo de produção do hardware. Em Estados Unidos vs. IBM, arquivado em 17 de janeiro de 1969, o governo acusou que o software incluído era anticompetitivo. Enquanto alguns softwares devem ser sempre livres, haveria um crescimento na quantidade de softwares que eram somente vendidos. Em 1970 e no começo de 1980, algumas partes da indústria de software começou a usar medidas técnicas (tais como somente distribuir cópias binárias de programas de computador) para impedir que os usuários de computador usassem técnicas de engenharia reversa para estudar e personalizar o software que eles tinham comprado. Em 1980, a lei de copyright (Pub. L. No. 96-517, 94 Stat. 3015, 3028) foi estendida para os programas de computadores nos Estados Unidos.
Em 1983, Richard Stallman, um membro de longa data da comunidade hacker no Laboratório de Inteligência Artifical do MIT, anunciou o Projeto GNU, dizendo que ele tinha ficado frustrado com os efeitos da mudança na cultura da indústria de computadores e seus usuários. O desenvolvimento de software para o sistema operacional GNU começou em Janeiro de 1984, e a Free Software Foundation (FSF) foi fundada em outubro de 1985. Um artigo destacando o projeto e seus objetivos foi publicado em março de 1985 com o título Manifesto GNU. O manifesto incluía uma explicação significativa da filosofia GNU, Definição de Software Livre e ideias "copyleft".
O núcleo do Linux, iniciado por Linus Torvalds, foi lançado como código de fonte livremente modificável em 1991. A primeira licença não era uma licença de software livre ou de código aberto. Porém, com a versão 0.12 em fevereiro de 1992, ele lançou o projeto sob a Licença Geral Pública GNU, a qual era. Muito parecida com a do Unix, o núcleo de Torvalds atraiu a atenção de programadores voluntários.
FreeBSD e NetBSD (ambos derivados de 386BSD) foram lançados como softwares livres quando a ação judicial USL v. BSDi foi resolvida nos tribunais em 1993. A OpenBSD forcou a partir do NetBSD em 1995. Também em 1995, o servidor HTTP Apache, habitalmente referido como Apache, foi lançado sob a Licença Apache 1.0.
Em 1997, Eric Raymond publicou A Catedral e o Bazaar, uma análise reflexiva da comunidade hacker e princípios do software livre. O artigo recebeu uma atenção significativa no começo de 1998 e foi um fator motivador para a Coorporação de Comunicações Netscape lançar seu popular navegador Netscape como um software livre. Este código é conhecido atualmente como Mozilla Firefox e Thunderbird.
O ato da Netscape levou Raymond e outros a pensar em como trazer as ideias e benefícios do software livre da FSF para a indústria comercial de software. Eles concluíram que o ativismo social da FSF não era atraente para companhias como a Netscape e buscaram uma maneira de reposicionar o movimento de software livre para enfatizar o potencial de negócio através do compartilhamento e colaboração do código fonte de software. O novo nome escolhido foi "código aberto" e rapidamente Bruce Perens, a publicadora Tim O'Reilly, Linus Torvalds e outros aderiram a esse reposicionamento. A Open Source Initiative foi fundada em fevereiro de 1998 para encorajar o uso do novo termo e evangelizar os princípios do código aberto.
Enquanto a Open Source Initiative buscava encorajar o uso do novo termo e evangelizar seus princípios, os vendedores comerciais de software sentiram-se ameaçados com o conceito de software distribuído livremente e com acesso universal ao código fonte da aplicação. Um executivo da Microsoft publicamente afirmou em 2012: "O código aberto é um destruidor da propriedade intelectual. Eu não posso imaginar algo que poderia ser pior que isto para o negócio de software e propriedade intelectual."  Esta visão resume perfeitamente a resposta inicial ao FOSS por parte de algumas corporações de software.[carece de fontes?] Porém, enquanto FOSS tem historicamente desempenhado um papel fora dos holofotes do desenvolvimento de software privado, grandes empresas como a Microsoft têm começado a desenvolver presenças de código aberto na Internet. A IBM, Oracle, Google e a State Farm são apenas algumas das empresas com participação pública significativa no mercado de código aberto. Houve uma mudança significativa na filosofia das empresas sobre o desenvolvimento de software livre e de código aberto (FOSS).

### Desenvolvimentos recentes
Enquanto o copyright é o mecanismo jurídico primário que os autores do FOSS utilizam para garantir o cumprimento da licença de seus softwares, outros mecanismos tais como legislação, patentes e marcas têm também suas implicações. Em resposta as questões legais com patentes e o DMCA, a Fundação de Software Livre lançou a versão 3 de sua Licença Pública Geral GNU em 2007, que explícitamente abordava os direitos de patentes e DMCA.
Depois do desenvolvimento da GNU GPLv3, como detentora do copyright de muitas partes do sistema GNU, tal como o compilador de software GCC, a FSF atualizou a maioria[carece de fontes?] das licenças de seus programas de GPLv2 para o GPLv3. A Apple, usuária do GCC, e usuária em larga escala do DRM e patentes, decidiu trocar o compilador em sua IDE Xcode de GCC para Clang, outro compilador FOSS, mas o qual está sob uma licença permisiva. LWN especulou que a Apple foi motivada parcialmente por um desejo de evitar a GPLv3. O projeto Samba também trocou para o GPLv3, o qual a Apple substituiu sua suíte de software com uma alternativa de software proprietária de código fechado.
Fusões recentes têm afetado grandes softwares de código aberto. A Sun Microsystems (Sun) adquiriu a MySQL AB, dona do popular banco de dados de código aberto MySQL em 2008.
A Oracle por sua vez comprou a Sun em janeiro de 2010, adquirindo seus copyrights, patentes e marcas. Isto tornou a Oracle dona do banco de dados mais popular de código aberto e do banco de dados mais popular proprietário. A tentativa da Oracle de comercializar o banco de dados de código aberto MySQL têm levantado preocupações na comunidade FOSS. Parcialmente em resposta ao futuro incerto do MySQL, a comunidade FOSS forcou o projeto em um novo sistema de banco de dados fora do contorle da Oracle. Este inclui MariaDB, Percona e Drizzle. Todos estes possuem nomes distintos; eles são projetos distintos e não podem utilizar a marca MySQL.
Em agosto de 2010, a Oracle processou a Google afirmando que seu uso do Java no Android infringia os direitos de copyright e patentes da Oracle. O caso Oracle v. Google terminou em maio de 2012, com a conclusão de que a Google não infringiu a patente da Oracle e o juiz do processo determinou que a estrutura da API Java da Google não era protegida por direitos autorais. O júri concluiu que a Google infringiu um pequeno número de cópia de arquivos, mas as partes estipularam que a Google não iria pagar pelos danos. A Oracle apelou para o circuito Federal e a Google arquivou um recurso interposto sobre a alegação de cópia literal.

### FOSS e a nova economia de Benkler
De acordo com Yochai Benkler, Jack N. e Lillian R. Berkman, professor em Estudos Empresariais Legais na Escola de Direito de Harvard, o software livre é a parte mais visível de uma nova economia baseada em bens comuns de pontos de produção de informação, conhecimento e cultura. Como exemplo, ele cita uma variedade de projetos FOSS, incluindo ambos softwares livres e de código aberto.
Esta nova economia já está em desenvolvimento. Com o intuito de comercializar o FOSS, muitas empresas, a Google sendo a mais bem sucedida, estão se movendo para um modelo econômico de softwares com suporte a propagandas. Em tal modelo, a única maneira de aumentar a receita é tornar a propaganda mais valiosa. O Facebook teve recentemente problemas por usar novos métodos de rastreamento de usuário para alcançar tal objetivo.
Esta nova economia não está sem alternativas. A loja de apps da Apple tem provado ser muito popular entre usuários e desenvolvedores. A Fundação de Software Livre considera a loja da Apple ser incompatível com sua licença GPL e reclamou que a Apple estava infringindo sua licença com os termos de uso do iTunes. Em vez de mudar estes termos para se adequar a GPL, a Apple removeu os produtos licenciados pelo GPL de sua loja. Os autores do VLC, um dos programas licenciados pelo GPL no centro destas reclamações, recentemente começou um processo para trocar a GPL pela LGPL.

### Nomenclatura

#### Software livre
A Definição de Software Livre de Richard Stallman, adotada pela Free Software Foundation (FSF), define software livre como uma questão de liberdade e não preço. A primeira publicação conhecida com a definição de sua ideia de software livre foi na edição de fevereiro de 1986 do agora descontinuado boletim GNU da FSF. A fonte canônica para o documento está na seção de filosofia do site do Projeto GNU. A partir de abril de 2013, ela está publicada lá em 39 idiomas.

#### Código aberto
A Definição de Código Aberto é usada pela Open Source Initiative para determinar se a licença do software se qualifica para receber a insígnia de organização de software de código aberto. A definição foi baseada na Definição Debian de Software Livre, escrita e adaptada por Bruce Perens. Perens não baseou sua escrita nas quatro liberdades de software livre da Free Software Foundation, os quais foram somente depois disponibilizados na web.

#### FOSS
O primeiro uso conhecido da frase software livre de código aberto na Usenet foi postado em 18 de março de 1998, apenas um mês depois que o termo código aberto foi levantado.
Em fevereiro de 2002, F/OSS apareceu em um grupo de notícias da Usenet dedicado ao Amiga jogos de computador. No começo de 2002, MITRE usou o termo FOSS no que depois iria ser seu relatório em 2003 Uso do Software Livre de Código Aberto (FOSS) no Departamento de Defesa dos EUA.

#### FLOSS
O acrônimo FLOSS foi criado em 2001 por Rishab Aiyer Ghosh com o significado software livre/libre/código aberto. Depois naquele mesmo ano, a Comissão Europeia (EC) usou a frase quando fundaram o estudo sobre o tópico.
Ao contrário de software libre, o qual objetivava resolver o problema e ambiguidade, FLOSS objetivava evitar escolher lados no debate sobre se era melhor dizer "software livre" ou dizer "software de código aberto".
Proponentes do termo apontam que partes do anacrônimo FLOSS pode ser traduzido em outros idiomas, como por exemplo o F representando free (Inglês) ou frei (Alemão), e o L representando libre (Espanhol ou Francês), livre (Português), ou libero (Italiano), liber (Romeno) e por aí vai. Porém, o termo não é frequentemente usado em documentos oficiais não-ingleses uma vez que as palavras nestes idiomas para livre como em liberdade não tem o problema de ambiguidade de free em inglês.
No final de 2004, o acrônimo FLOSS tinha sido usado em documentos oficiais em Inglês emitidos pela África do Sul, Espanha, e Brasil.
Os termos "FLOSS" e "FOSS" têm recebido críticas por serem contraprodutivos e soarem bobos. Por exemplo, Eric Raymond, cofundador da Open Source Initiative, afirmou:

"... as pessoas pensam que estão fazendo uma escolha ideológica ... se eles escolherem 'código aberto' ou 'software livre'. Bem, falando como o cara que promulgou 'código aberto' para abolir com os erros de marketing colossais que foram associados com o termo 'software livre', eu acho que 'software livre' é menos mal que 'FLOSS'. Alguém, por favor, atire neste lamentável acrônimo para nos tirar desta miséria."

Raymond cita o programador Rick Moen afirmando:

"Eu irei continuar a não levar a sério alguém que adota uma sigla terrivelmente ruim, obscura, associada a um produto de higiene dental e nenhum dos dois termos podem ser entendidos sem primeiro ter um conhecimento prévio de software livre e código aberto."

## Anotações
1. ↑  Free Software Foundation. «O que é um software livre?». Consultado em 14 de dezembro de 2011
2. ↑  Hatlestad, Luc (9 de agosto de 2005). «LinuxWorld Showcases do Crescimento e Expansão do Código aberto». InformationWeek. CMP Media, LLC. Consultado em 25 de novembro de 2007. Cópia arquivada em 25 de novembro de 2007
3. ↑  Claburn, Thomas (17 de janeiro de 2007). «Estudo Encontra Benefícios do Código Aberto para Negócios». InformationWeek. CMP Media LLC. Consultado em 25 de novembro de 2007. Cópia arquivada em 25 de novembro de 2007
4. ↑  «A Definição do Software Livre». GNU.org. Consultado em 4 de fevereiro de 2010
5. ↑  Feller (2005), p. 89, 362
6. ↑  Feller (2005), pp. 101–106, 110–111.
7. ↑  Barr, Joe (1998). «Porque "Software Livre" é melhor que "Código Aberto"». Free Software Foundation. Consultado em 25 de novembro de 2007. Arquivado do original em 25 de novembro de 2007
8. ↑  Software Livre e de Código Aberto, IEEE Computer Society
9. ↑  Fisher, Franklin M.; McKie, James W.; Mancke, Richard B. (1983). IBM e a Indústria de Processamento de Dados dos EUA: Uma História Econômica. [S.l.]: Praeger. ISBN 0-03-063059-2
10. ↑  Computer Software 1980 Copyright Act, Pub. L. No. 96-517, 94 Stat. 3015, 3028.
11. ↑  William 2002
12. ↑  «Notas de lançamento para o núcleo do Linux 0.12». Kernel.org
13. ↑  «A História da Iniciativa de Código Aberto». Opensource.org
14. ↑  B. Charny, "Microsoft Critíca Abordagem Código Aberto," CNET News, 3 de maio 2001; http://news.cnet.com/2100-1001-257001.html&tag=mncol%3btxt
15. ↑  Jeffrey Voas, Keith W. Miller & Tom Costello. Software Livre e de Código Aberto. IT Professional 12(6) (Novembro de 2010), pg. 14-16.
16. 1 2  Brockmeier, Joe. «As Contribuições Seletivas da Apple ao GCC». Consultado em 23 de outubro de 2011
17. ↑  «Ṕolítica de Desenvolvimento LLVM». LLVM. Consultado em 19 de novembro de 2012
18. ↑  Holwerda, Thom. «A Apple troca SAMBA em favor a substituto caseiro». Consultado em 23 de outubro de 2011
19. ↑  «Sun Adquire MySQL». MySQL AB. Consultado em 16 de janeiro de 2008. Arquivado do original em 18 de julho de 2011
20. ↑  Thomson, Iain. «Oracle oferece extensão comercial para o MySQL». Consultado em 23 de outubro de 2011
21. ↑  Samson, Ted. «Non-Oracle MySQL fork deemed ready for prime time». Consultado em 23 de outubro de 2011. Arquivado do original em 9 de novembro de 2011
22. ↑  Nelson, Russell. «Código Aberto, MySQL e marcas». Consultado em 23 de outubro de 2011
23. ↑  Niccolai, James (20 de junho de 2012). «Oracle concorda com danos 'zero' no processo contra Google». Consultado em 23 de junho de 2012
24. ↑  Jones, Pamela (5 de outubro de 2012). «Oracle e Google Entram Com Recursos». Groklaw. Consultado em 17 de novembro de 2012
25. ↑  Benkler, Yochai (2003). «Freedom in the Commons: Towards a Political Economy of Information». Duke Law Journal. 52 (6)
26. ↑  Dina ElBoghdady; Hayley Tsukayama. «Rastreamento do Facebook solicita chamadas para investigação do FTC». Washington Post. Consultado em 23 de outubro de 2011
27. ↑  Vaughan-Nichols, Steven. «Sem aplicativos GPL na loja da Apple». Consultado em 23 de outubro de 2011
28. ↑  «Mudando o mecanismo de licença do VLC para LGPL». Consultado em 23 de outubro de 2011
29. ↑  «GNU.org». GNU.org. 20 de setembro de 2011. Consultado em 23 de outubro de 2011
30. ↑  «GNU's Bulletin, Volume 1 Number 1, page 8». GNU.org
31. ↑  «A Definição do Software Livre  – Traduções desta página». GNU.org
32. ↑  «A Definição de Código Aberto por Bruce Perens», Códigos Abertos: Vozes da Revolução de Código Aberto, Janeiro de 1999, ISBN 1-56592-582-3
33. ↑  «A Definição de Código Aberto», A Definição de Código Aberto de acordo com a Iniciativa Código Aberto
34. ↑  «Slashdot.org». News.slashdot.org. 16 de fevereiro de  2009. Consultado em 23 de outubro de 2011
35. ↑  «Postando resposta "software livre de código aberto", 18 de março de 1998.»
36. ↑  «Using m$ products is supporting them :(»
37. ↑  «Software Livre/Libre de Código Aberto: Pesquisa e Estudo». Consultado em 26 de abril de 2013. Arquivado do original em 28 de junho de 2013
38. ↑  «Free/Libre and Open Source Software and Open Standards in South Africa: A Critical Issue for Addressing the Digital Divide». National Advisory Council on Innovation. Consultado em 26 de abril de 2013. Arquivado do original em 29 de agosto de 2004
39. ↑  «FLOSS deployment in Extremadura, Spain»
40. ↑  «Relatório da ONU aponta o Software Livre (FLOSS) como melhor». Consultado em 26 de abril de 2013. Arquivado do original em 10 de fevereiro de 2009
41. ↑  Por favor, esqueça FLOSS Armado e Perigoso, 26 de março de 2009